# Initiative populaire « Impôt sur la richesse »
L'initiative populaire  « Impôt sur la richesse », appelée « en vue de l'harmonisation fiscale, d'une imposition
plus forte de la richesse et du dégrèvement des bas revenus », est une initiative populaire fédérale suisse, rejetée par le peuple et les cantons le 4 décembre 1977.

## Contenu
L'initiative demande l'ajout d'un article 41quater à la Constitution fédérale afin de régler globalement les impôts sur le revenu et sur la fortune prélevés par la Confédération, les cantons et les communes en promouvant l'équité fiscale. L'initiative propose d'augmenter l'imposition des revenus élevés en fixant une charge fiscale minimale commune dans l'ensemble du pays pour les revenus les plus élevés, tout en dégrèvant les bas revenus.
Le texte complet de l'initiative peut être consulté sur le site de la Chancellerie fédérale.

## Déroulement

### Contexte historique
En Suisse, les impôts sont, selon la Constitution, un domaine dédié prioritairement aux cantons, la Confédération n'ayant le droit de prélever que des taxes bien précises (de douane, sur les boissons alcoolisées et le tabac) et de bénéficier de l'impôt fédéral direct prélevé par les cantons. Cette situation est le résultat de nombreuses révisions constitutionnelles depuis les décisions prises, grâce aux pouvoirs d'exception, par le Conseil fédéral pendant la Seconde Guerre mondiale ; parmi ces révisions, celle du 31 janvier 1958 qui précise en détail les ressources financières de la Confédération et celle de 27 septembre 1963 qui prolonge pour 10 ans supplémentaire la perception de l'impôt fédéral direct et celui sur la bière, sont deux des plus importantes jusqu'alors.
En 1974, devant la détérioration des moyens financiers, une série de mesures complémentaires sont prises, en particulier par l'augmentation des taux maximums d'imposition ainsi que les taxes sur les carburants ; ces mesures sont refusées en votation populaire le 8 décembre 1974, alors qu'une autre proposition visant à freiner les dépenses est acceptée.
À la suite de cette votation, de nombreuses propositions sont faites dans le domaine de la fiscalité : outre des travaux préparatoires commencés par l'administration fédérale ou par des commissions spéciales, différentes interventions parlementaires, deux initiatives cantonales (l'une présentée par le canton de Bâle-Ville et l'autre par le canton de Schaffhouse) et deux initiatives populaires, celle-ci ainsi qu'une autre intitulée « pour la réforme fiscale » et présentée par l'Alliance des Indépendants.

### Récolte des signatures et dépôt de l'initiative
La récolte des 50 000 signatures nécessaires a débuté le 23 octobre 1973. L'initiative a été déposée le 27 juin de l'année suivante à la chancellerie fédérale qui l'a déclarée valide le 25 juillet.

### Discussions et recommandations des autorités
Comme le prévoit la loi, dans le cas où plusieurs initiatives populaires sont présentées dans le même temps sur le même sujet, la première d'entre elles qui est déposée doit être traitée en premier par les autorités, les suivantes devant l'être dans l'ordre de leur dépôt, dans le délai d'une année suivant la votation de la première initiative. Ainsi l'initiative sur la fiscalité déposée par l'Alliance des Indépendants en mars 1974, soit une année avant celle-ci, est présentée en votation le 21 mars 1976 et refusée par 57.8 % des votants avant que la présente initiative ne soit étudiée par les autorités fédérales.
Le parlement et le Conseil fédéral recommandent le rejet de cette initiative. Dans son rapport aux chambres fédérales, le gouvernement reconnait que l'initiative tend à rechercher des solutions nouvelles dans le domaine de la fiscalité ; cependant, relève que ces propositions pourraient créer « de grosses difficultés aux cantons à faible capacité financière » et que le mode d'imposition proposé par l'initiative « ne permet pas de satisfaire les besoins financiers actuels de la Confédération », raison pour laquelle il recommande le rejet de celle-ci.

### Votation
Soumise à la votation le 4 décembre 1977, l'initiative est refusée par 17 5/2 cantons et 55,6 % des suffrages exprimés. Le tableau ci-dessous détaille les résultats par cantons :